# Hmeleva, Horodenka
Hmeleva (în ucraineană Хмелева) este un sat în așezarea urbană Cernelîțea din raionul Horodenka, regiunea Ivano-Frankivsk, Ucraina.

## Demografie
Componența lingvistică a localității Hmeleva
     Ucraineană (99,67%)
     Alte limbi (0,33%)
Conform recensământului din 2001, majoritatea populației localității Hmeleva era vorbitoare de ucraineană (99,67%), existând în minoritate și vorbitori de alte limbi.